# Malpartida de Plasencia
Malpartida de Plasencia è un comune spagnolo di 4 202 abitanti situato nella comunità autonoma dell'Estremadura.
Malpartida si trova a 7 km da Plasencia.
L'attività principale della popolazione del villaggio è l'edilizia (gli operai di Malpartida hanno fama di buoni lavoratori).
Possiede una chiesa dedicata a San Giovanni Battista e tre eremi: di San Biagio, di San Gregorio e della Vergine della Luce, situata fuori dal villaggio.